# 黒田征太郎
黒田 征太郎 (くろだ せいたろう、1939年〈昭和14年〉1月25日 - ) は、日本のイラストレーター・グラフィックデザイナー。
日本工学院専門学校グラフィックデザイン科顧問。ニューヨーク在住を経て2009年より福岡県北九州市在住。陶芸家の黒田泰蔵は弟。

## 来歴
大阪府大阪市中央区道頓堀出身。出生後に兵庫県西宮市に移り住み育った。1945年の神戸市空襲から帰還途中のB29の爆弾で自宅が被災し、滋賀県神崎郡能登川町 (現・東近江市能登川町)に疎開する。滋賀県立彦根西高等学校へ進学するが中退。1961年に早川良雄デザイン事務所勤務を経て、1966年渡米。帰国後の1969年に親友の長友啓典とケイツー(K2)を設立する。2009年4月、福岡県北九州市門司区門司港に転居。
クレヨンしんちゃんの作者・臼井儀人が死去した際、中国・香港・台湾のメディアに誤って黒田の写真が掲載されたことがあった。

## 活動
音楽に合わせて素手で絵を描いていくライブペインティングやホスピタルアートをライフワークにしている。これらは黒田が太平洋戦争・アメリカ合衆国滞在時の交通事故の体験が基盤になっている。また、平和運動も積極的に行なっており「ピカドンプロジェクト」を広島・長崎・沖縄などで開催し、平和に関するイラストを描くなどの活動をしている。
「地球上の生命は全て同じ・・・全てが生きる権利をもっている」との発言がある。

## 受賞歴
- 1969年 - ワルシャワ国際ポスタービエンナーレ賞
- 1985年 - 講談社出版文化賞さしえ賞
- 1987年 - 日本グラフィック展1987年間作家賞
- 2004年 - ビーボディー賞

## 作品

### 絵本
- ぼくみたんだ 2003年 アートン
- ぼくみたんだ2 2004年 アートン
- ぼくみたんだ3 2005年3月 アートン

絵本以外に長友啓典との共著も数冊あり。

### ロゴ
- FM802 初代ロゴマークおよび「FUNKY802」ステッカー、初期ベリカードデザイン
- 近鉄特急60周年記念ロゴ（アーバンライナーnext、伊勢志摩ライナーに貼付）
- 「おはよう朝日です」（朝日放送テレビ）番組ロゴおよびセットデザイン（1994年～2003年）
- 「株式会社イトウ商事運輸」会社ロゴおよび車両ロゴデザイン
- NHK北九州放送局「北九州×クロス」番組ロゴデザイン
- 紳士服メーカー「EDWARD’S-エドワーズ-」企業ロゴデザインをアラン・オルドリッジ共同で制作

### 映画
企画・製作など映画の世界にも深く関わっている。下記は黒田がカメオ出演した映画。
- トラック野郎・御意見無用(1975) - ヤクザ風の男1[4]
- 拳銃殺陣師　第一部死闘篇(1979)
- 嗚呼！おんなたち　猥歌(1981年、神代辰巳監督)　- トルコの客
- 水のないプール(1982年)　-　酔客　役
- ROCK is SEX さらば相棒(1982)

### 音楽
1971年に行われた岡林信康の『岡林信康 自作自演／30曲 狂い咲きコンサート』のポスターおよび、その模様を収録したCD『岡林信康自作自演コンサート 狂い咲き』のジャケットのアートワークも手がけている。

### ラジオ
- 青春ホットライン（ニッポン放送）
- 黒田征太郎の人間起承転結（KBS京都ラジオ）土谷多恵子[5]

### CM
- 資生堂 ヴィンテージ 風の章篇（1978年）[6]

### みんなのうた
- ◆は5分間1曲枠の楽曲。
- 毛布の日 / 小島ケイタニーラブ（2016年12月・2017年1月放送）

## ディスコグラフィ

### シングル
| 発売日                 | 規格                   | 規格品番               | 面                     | タイトル               | 作詞                   | 作曲                   | 編曲                   |
| フィリップス・レコード | フィリップス・レコード | フィリップス・レコード | フィリップス・レコード | フィリップス・レコード | フィリップス・レコード | フィリップス・レコード | フィリップス・レコード |
| ---------------------- | ---------------------- | ---------------------- | ---------------------- | ---------------------- | ---------------------- | ---------------------- | ---------------------- |
| 1971年                 | EP                     | FS-1172                | A                      | 青春番外地             | かつら修               | みなみらんぼう         | 馬飼野俊一             |
| 1971年                 | EP                     | FS-1172                | B                      | 愛の対話               | かつら修               | 葵まさひこ             | 葵まさひこ             |
| 日本コロムビア         |                        |                        |                        |                        |                        |                        |                        |
| 1975年7月              | EP                     | AA-133                 | A                      | 波止場町エトランゼ     | 岡林信康               | 岡林信康               | 馬場良                 |
| 1975年7月              | EP                     | AA-133                 | B                      | 望郷渡り鳥             | 岡林信康               | 岡林信康               | 馬場良                 |
| RCAレコード            |                        |                        |                        |                        |                        |                        |                        |
| 1980年                 | EP                     | RVS-1216               | A                      | PIMP（ヒモ）           | 千家和也               | 黒住憲伍               | 高田弘                 |
| 1980年                 | EP                     | RVS-1216               | B                      | えらいスンマセン       | 千家和也               | 猪俣公章               | 高田弘                 |

### アルバム
| 発売日      | 規格        | 規格品番    | アルバム |
| RCAレコード | RCAレコード | RCAレコード | RCAレコード |
| ----------- | ----------- | ----------- | --- |
| 1980年      | LP          | RVL-15007   | 中年歌はじめ～酒と女にひきずられ～ Side:A 1. PIMP（ヒモ） 2. あいつの面がまえ 3. 想い出ブルース 4. グラスの重み 5. 失くしたものが多すぎたから Side:B 1. えらいスンマセン 2. 釧路の女 3. ガキだったから 4. 酔えば酔ったで 5. 水平線の歌 |